# 盗賊

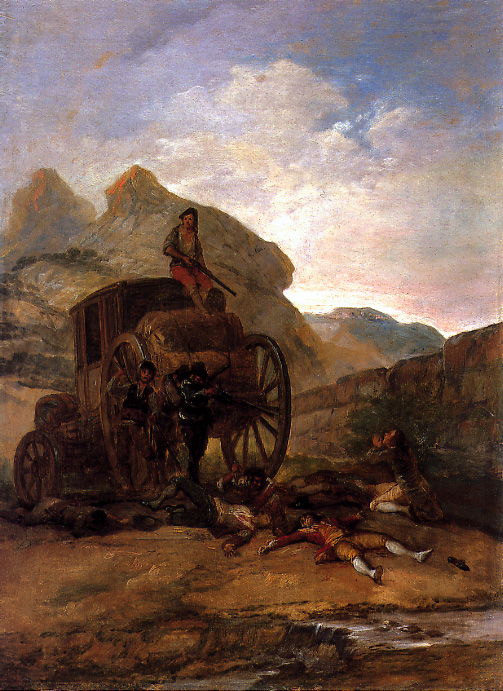
盗賊（ゴヤの絵画）

盗賊（とうぞく）とは、法令から逸脱して強奪（掠奪）などを行う者たちの集団を指す。

## 概要
街道沿いや人気のない場所で旅行者や通行人を襲い金品を強奪する者を追い剥ぎ（おいはぎ）と呼ぶ。山中に拠点を置き通行人などを襲う盗賊を山賊（さんぞく）、海で船を用い他の船や沿岸を襲撃する盗賊を海賊と呼ぶ。また、山賊を含め、山野で通行人などを襲うものは野盗（やとう）とも呼ばれる。
ほとんどの盗賊は多勢を以って形成し、首領格を中心とした組織を構成している。構成員には、富裕層、犯罪者、貧困層、レジスタンス集団などがいる。人里離れた山野に拠点を置くことが多いが、都市部では貧困層の生活する地域つまり貧民窟（スラム、ファヴェーラ等）を拠点とする場合もある。

### 日本
日本においては古代より見られ、その存在は遠隔地交易の発達阻害要因でもあった。このため十分な力を持った領域支配者は治安維持と流通の安全のためしばしば盗賊の取締りを行なった。
室町時代、成文法では山賊は重科、重犯と位置づけられ禁圧の対象だったが、『世鏡抄』で落ちぶれた武士が山賊になるのは「侍ノ習」と述べられるように、一般社会ではすべての山賊が重犯罪者とは必ずしも考えられてはいなかった。山賊は一種の関所であり、それを黙認する地頭職や警察権をもつ氏族は、通過する商人から警固料を徴収した。
戦国時代、旅をすることが容易でなかった理由のひとつは、様々なところに山賊の類が出没したからである。
豊臣秀吉の「海賊停止令」によって、全国規模で山賊・海賊の設けた不法な関所の撤廃が推し進められた。
徳川家康は鳶沢甚内なる盗賊の頭目を捕え、助命を条件に彼らの情報網を使って、江戸市中における盗賊の取り締まりや治安維持にあたらせたという。
また江戸幕府は町奉行所とは別に火付盗賊改方を設置し、盗賊も含めて凶悪犯を取り締まる専任の部署を設けた。長谷川宣以は、自身が若いころは放蕩無頼の生活を送っておりアウトロー的な人々との付き合いもそれなりにあったとされ、そうした人脈のおかげか、また彼らの気性や行動様式を知りつくしていたおかげか、多くの盗賊を捕える手柄をあげた。

## 有名な盗賊

### 世界
- 中東
  - アリババと40人の盗賊（『千夜一夜物語』より）
- ヨーロッパ
  - ロビン・フッド
  - カルミネ・クロッコ
  - フランシス・ドレーク
  - ユライ・ヤーノシーク
  - ルイジ・ヴァンパ（Luigi Vampa。アレクサンドル・デュマ・ペールの小説『モンテ・クリスト伯』に登場する盗賊の首領）
- インド
  - プーラン・デーヴィー
- 中国   
  - 盗跖
  - 白浪賊
  - 蘇峻
  - 梁山泊（『水滸伝』より）
- 中南米
  - カンガセイロ
  - ホセ・ウイリアム・アラングレン

### 日本
- 物部氏永
- 蔵宗・蔵安
- 袴垂（藤原南家の藤原保輔と同一人物とも言われる）
- 熊坂長範
- 石川五右衛門
- 鼠小僧
- 高坂甚内
- 日本左衛門
- 真刀徳次郎
- 葵小僧
- 谷豊

※:なお、蜂須賀正勝（小六）が野盗・野武士出身との創作がよく知られるが、実際は土豪・小規模な国人領主である。